# 84함대안
84함대안(일본어: 八四艦隊案)은 일본 제국 해군의 해군 군비 계획으로, 88함대 정비 계획의 제 1단계이다.

## 계획 내용

### 다이쇼 5년도 계획
84함대안의 일부로 성립하였다.
- 계획 연도

1916년 (다이쇼 5년) ~ 1919년 (다이쇼 8년)의 4개년 계획
- 계획 개요

함정 8척 건조
- 예산 총액

함정 건조 예산 : 4,532만 7,819엔

### 항공대 정비 계획
해군 군비에 의한 최초의 항공대 정비 예상으로 성립하였다.
- 계획 연도

1916년 (다이쇼 5년) ~ 1920년 (다이쇼 9년)의 5개년 계획
- 계획 개요

항공대 3대 정비
- 예산 총액

항공대 정비 예산 : 63만 엔

### 다이쇼 6년도 계획
84함대안의 완성안으로써 성립하였다.
- 계획 연도

1917년 (다이쇼 7년) ~ 1923년 (다이쇼 12년)의 7개년 계획
- 계획 개요

함정 63척 건조
- 예산 총액

함정 건조 예산 : 2억 6,152만 2,160엔

## 함정

### 다이쇼 5년도 계획
- 전함 - 1척 (2,692만 4,404엔 ×1)

- 나가토급

나가토
- 순양함 (소형) - 2척 (455만 엔 ×2) ※ 1척은 순양함, 1척은 수뢰전대 기함.

- 덴류급

덴류, 다쓰타
- 구축함 (대형) - 1척 (202만 8,415엔 ×1)

- 가와카제급

다니카제
- 잠수정 - 3척 (192만 5,000엔 ×3)

- 하9급

제 14 (하9)
- 로11급 (해중 1급)

제 19 (로11), 제 20 (로12)
- 특무함선 - 1척 (150만 엔 ×1)

- 스노사키

※ 이후 잡선제조비로 운송함 '쓰루기사기'가 건조되었다.

### 다이쇼 6년도 계획
- 전함 - 3척 (2,692만 5,404엔 ×3)

- 나가토급

무쓰
- 가가급

가가 (이후 항공모함으로 개장), 도사
- 순양전함 - 2척 (2,469만 1,480엔 ×2)

- 아마기급

아마기 (항공모함으로 개조 중 관동 대지진으로 손상, 폐함), 아카기 (항공모함으로 개장)
- 순양함 - 9척 (경순양함 : 691만 5,078엔 ×3, 소형 : 455만 엔 ×6) ※ 실제로는 중형 ×8, 소형 ×1로 건조

- 구마급

구마, 다마, 기타카미, 오이, 기소
- 나가라급

나가라, 나토리, 이스즈
- 유바리

- 구축함 - 28척 (대형 : 202만 8,415엔 ×9, 중형 : 139만 814엔 ×18, 가와카제 대체함 : 879만 367엔 ×1)

- 미네카제급

사와카제, 미네카제, 야카제, 오키카제, 하카제, 시마카제, 아키카제, 시오카제, 나다카제
- 모미급

나시, 다케, 모미, 가야, 니레, 구리, 쓰가, 가키, 기쿠, 아오이, 하기, 스스키, 후지, 와라비, 히시, 하스, 다데, 스미레
- 가와카제급

가와카제[2]
- 잠수정 - 18척 (192만 5,000엔 ×18)

- 중형

- 로13급 (해중 2급)

제 22 (로14), 제 23 (로13), 제 24 (로15)
- 로51급 (L1급)

제 25 (로51), 제 26 (로52)
- 로53급 (L2급)

제 27 (로53), 제 28 (로54), 제 29 (로55[1]), 제 30 (로56[1])
- 로3급 (F2급)

제 31 (로3), 제 32 (로4), 제 33 (로5)
- 로16급 (해중 3급)

제 34 (로17), 제 35 (로18), 제 36 (로19), 제 37 (로16), 제 38 (로20), 제 39 (로21)
- 특무함 - 3척 (150만 엔 ×3)

- 노마, 노토로, 시레토코

※ 이후 잡선제조비로 기설함 '가쓰리키', 운송선 '무로토', '노시마'가 건조되었다.

## 항공대
요코스카에 항공대 3개 대를 배치했다.

## 같이 보기
- 86함대안
- 88함대안

## 참고 문헌
- 戦史叢書 - 海軍軍戦備(1)